# Arild Stavrum
Arild Stavrum, född 16 april 1972 i Kristiansund, Norge är en norsk före detta fotbollsspelare och tränare. 
Stavrum inledde sin karriär i Clausenengen FK, i hemstaden Kristiansund. Efter att ha spelat för SK Brann, Molde FK och Stabæk Fotball gick han till Helsingborgs IF, där han återförenades med sin gamla tränare från Molde FK, Åge Hareide. Under sin första säsong i Helsingborgs IF, 1998, vann Stavrum skytteligan i Allsvenskan med 18 mål. Säsongen därpå, 1999, tog han SM-guld med HIF, och var återigen lagets bästa målskytt. Den 30 oktober 1999 blev han SM-guldhjälte för Helsingborgs IF, då han gjorde matchens enda mål i bortasegern mot IFK Göteborg.
Efter säsongen köptes han av den skotska klubben Aberdeen.
Efter en sejour i turkiska Besiktas återvände Stavrum till Molde FK 2003. Efter säsongen 2004 avslutade han sin karriär som spelare och inledde en ny karriär som tränare. Som tränare för Molde FK fick han sparken den 8 november 2006.